# František Gel

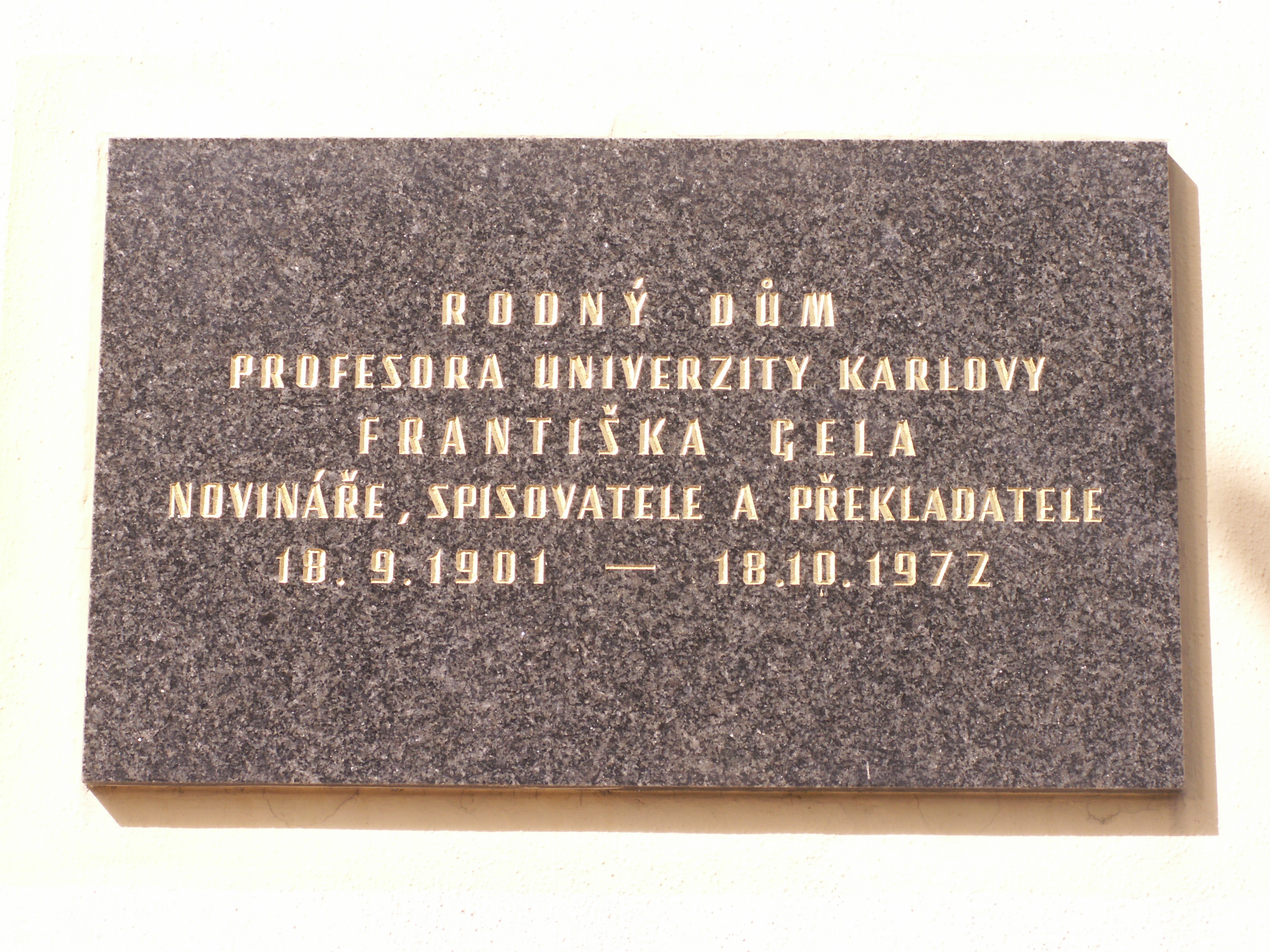
Gedenktafel am Geburtshaus von František Gel in Město Albrechtice

František Gel (* 18. September 1901 in Olbersdorf; † 17. Oktober 1972 in Prag; auch František Feigel) war tschechischer Journalist, Rundfunkmoderator, Schriftsteller und Übersetzer.
1919, nach dem Abitur, welches er in Prostějov ablegte, absolvierte er ein einjähriges Wirtschaftsstudium an der Wirtschaftsakademie, anschließend belegte er Recht in Brno. Dieses Studium beendete er jedoch nicht und fing 1924 als Berichterstatter der Prager Tageszeitung Soudní síň (Gerichtssaal) und als Redakteur der Lidové noviny (Volkszeitung) an. 1933 wechselte er zum Verlag Melantrich, musste aber 1939 vor dem Nationalsozialismus ins Ausland flüchten und schloss sich der tschechoslowakischen Exilarmee in Frankreich an. Nach dem Fall Frankreichs arbeitete er als Kriegsberichtserstatter in England. Seine jüdischen Eltern starben in einem deutschen Konzentrationslager.
Nach dem Ende des Nationalsozialismus berichtete er von den Nürnberger Prozessen, arbeitete anschließend beim Tschechoslowakischen Rundfunk, in diplomatischen Diensten und dann wieder beim Rundfunk. Er bereitete Jugendsendungen über berühmte Persönlichkeiten vor. An der Karls-Universität Prag lehrte er Journalismus.

## Publizistische Tätigkeit
Gel schrieb Tatsachenberichte, Gerichtsberichte und übersetzte aus dem Englischen, Französischen und Lateinischen. 
1931 erschien sein erstes Buch O lidských povoláních (Über menschliche Berufe). 1952 dann Internacionála a Marseillaise (Internationale und Marseillaise). 1957 erschien eine Biographie über den Piloten  Evžen Čihák, Jak jsem létal a padal (Wie ich flog und stürzte), 1959 die Beschreibung des Lebens von  Louis Pasteur (Bezwinger unsichtbarer Raubtiere). Mit Geschichte beschäftigten sich die Bücher Syn čarodějnice (Sohn der Zauberin) über Johannes Kepler und Pane doktore (Herr Doktor) zur Geschichte der Medizin.